# Parameiropsis rapiens
Parameiropsis rapiens is een eenoogkreeftjessoort uit de familie van de Parameiropsidae. De wetenschappelijke naam van de soort is voor het eerst geldig gepubliceerd in 1974 door Becker.